# Bildstock am Grain
Der Bildstock am Grain bei der pfälzischen Stadt Deidesheim ist ein römisch-katholisches Flurdenkmal aus dem 15. Jahrhundert. Er gehört aufgrund seines Alters und seiner Qualität zu den bedeutendsten Bildstöcken in der Pfalz.
Der im Jahr 1431 von einer Frau namens Margarete Odenwald gestiftete Bildstock steht am nördlichen Ortsrand Deidesheims. Auf einem zweistufigen Sockel steht ein oktogonaler, profilierter Pfeiler, der einen Spitzbogen trägt. An dem Pfeiler ist ein Wappen angebracht, auf dem ein Winzer beim Gebet neben einem Sesel abgebildet ist. Das Wappen trägt eine Inschrift, die sich heute allerdings nicht mehr lesen lässt. Links und rechts neben dem Wappen ist je ein Totenschädel abgebildet. In dem mit einer Rahmung versehenen Bogen ist die Kreuzigung Jesu dargestellt. Unter dem Kreuz stehen Johannes (mit Buch), Maria, sowie die Heiligen Katharina (mit Rad und Schwert) und Barbara (mit Palme und Turm). Vier Engel sind abgebildet, die ein Weihrauchfass schwenken und das Blut Christi aus dessen Wunden auffangen.
Links und rechts neben dem Bildstock stehen zwei Sühnekreuze aus dem 15. oder 16. Jahrhundert, sie könnten an einen Unfall oder einen Totschlag erinnern. Bei dem westlichen Sühnekreuz ist am Schnittpunkt der Balken ein Maurerwerkzeug abgebildet.